# Sillviken
Sillviken är en by, sedan 2015 klassad som en småort, i Ålidhems distrikt i Umeå kommun, Västerbottens län (Västerbotten). Byn ligger vid Norra Kvarken (Yttre Täftefjärden), ca 16 kilometer åt sydöst från centrala Umeå.
2010 klassades den östra delen av bebyggelsen i området som ett fritidshusområde med totalt 64 hus, varav 52 fritidshus och 12 övriga hus, på en yta av 22 hektar.